# Guerra Russo-Polonesa (1654–1667)

Guerra polaco-russa 1654-1667

A Guerra Russo-Polonesa de 1654-1667, também chamada de Guerra dos Treze Anos e a Primeira Guerra do Norte, foi um grande conflito entre o czarismo da Rússia e a Comunidade Polaco-Lituana. Entre 1655 e 1660, a invasão sueca também foi travada na Comunidade Polaco-Lituana e assim o período ficou conhecido na Polônia como "O Dilúvio" ou Dilúvio Sueco.

A maioria das áreas orientais marcadas com laranja claro foram perdidas pela Comunidade Polaco-Lituana para a Rússia em 1667; o resto foi perdido no Tratado de Paz de Grzymułtowski de 1686.

Em julho de 1654, o exército russo de 41 000 homens sob o comando nominal do czar (mas na verdade comandado pelos príncipes Jakow Czerkaski, Nikita Odoevsky Ivan Khovanski) capturou os fortes fronteiriços em Bely e Dorogobuzh, posteriormente sitiando Smolensk.
O avanço dos russos nos territórios da Comunidade Polaco-Lituana levou o Reino da Suécia a invadir a Polônia em 1655 sob a liderança do rei Carlos X.
A Comunidade Polaco-Lituana inicialmente sofreu derrotas, mas recuperou seu terreno e venceu várias batalhas decisivas. No entanto, sua economia saqueada não foi capaz de financiar o longo conflito. Enfrentando a crise interna e a guerra civil, a Comunidade Polaco-Lituana foi forçada a assinar uma trégua. A guerra terminou com significativos ganhos territoriais russos e marcou.

## O fim da guerra
A sorte olhou para a Comunidade polonesa-lituana em 1660. O rei João II Casimiro da Polônia, tendo concluído a Segunda Guerra do Norte contra a Suécia com o Tratado de Oliva, agora era capaz de concentrar todas as suas forças na Frente Oriental que levaram o czar a aceitar a assinatura do Tratado de Kardis.
No final de 1663, o rei polonês-lituano cruzou o rio Dniepre e invadiu a Ucrânia. A maioria das aldeias ao longo de sua rota se rendeu sem luta, mas o Cerco de Hlukhiv em janeiro custou-lhe um grande fracasso e uma segunda derrota em Novgorod-Seversky, a ponto de a campanha ucraniana ser um fiasco militar. As forças lituanas tentaram derrotar o corpo de Khovansky perto de Vitebsk no verão, mas foram especialmente as campanhas de 1664 que se mostraram desastrosas.
As negociações de paz duraram de 1664 a janeiro de 1667, quando a guerra civil forçou os poloneses e lituanos a concluir o Tratado de Andrusovo, pelo qual a Confederação cedeu a fortaleza de Smolensk e o território da Ucrânia a leste do rio Dnieper para a Rússia mais a cidade de Kiev.
Além das mudanças territoriais, esse conflito representou uma mudança na política militar russa, já que anteriormente os militares russos eram semipermanentes e mobilizados sazonalmente; após o conflito, o exército tornou-se estável, abrindo caminho para as façanhas de Pedro, o Grande, e Catarina, a Grande, no século seguinte.